# Farrea laminaris
Farrea laminaris är en svampdjursart som beskrevs av Topsent 1904. Farrea laminaris ingår i släktet Farrea och familjen Farreidae. Inga underarter finns listade i Catalogue of Life.